# ارزیابی کم‌بینایی
کم بینایی هم یک تخصص و هم یک بیماری است. Optometrists و چشم پزشکان پس از اتمام تحصیلات خود ممکن است، برای آموزش‌های بیشتر در ارزیابی و مدیریت کم بینایی دوره ببینند. طبقه‌بندی‌های مختلفی برای کم بینایی وجود دارد و از کشور به کشور و حتی از منطقه به منطقه تفاوت وجود دارد. آن با این حال باید اشاره کرد که کار یک متخصص کم بینایی بسیار مهم است زیرا که آنها به افراد با کم بینا که حتی در حضور لنزهای معمولی قادر به استفاده از باقیمانده بینایی خود نیستند، کمک می‌کنند تا بتوانند از این دید استفاده کنند. برای یک فرد کم بینا بتواند از ارزیابی‌های کم بینایی بهره ببرد، او باید انگیزهٔ کافی برای استفاده از باقیمانده بینایی و تمایل به استفاده از وسایل کمکی متفاوتی تجویز می‌شود داشته باشد.

## طبقه‌بندی
```
بر طبق راهنمای 
سازمان بهداشت جهانی
 (
WHO
) طبقه‌بندی افراد مبتلا به کم بینایی به شرح زیر است:
```

- ۱. ۶/۱۸ (۲۰/۶۰) [۰٫۵] به ۶/۶۰ (۲۰/۲۰۰) [۱٫۰]
- ۲. ۶/۶۰ (۲۰/۲۰۰) [۱٫۰] به ۳/۶۰ (۲۰/۴۰۰) [۱٫۳]
- ۳. ۳/۶۰ (۲۰/۴۰۰) [۱٫۳] به ۱/۶۰ (۲۰/۱۲۰۰) [۱٫۸]

نوشته‌ها از چپ به راست در واحدهای متر، فوت و لاگ مار می‌باشند.

## معاینات
ارزیابی دید کم بینایی ان با استفاده از چارت LogMAR انجام می‌شود. مزیت آن این است که اجازه می‌دهد تا به صورت دقیق تر حدت بینایی فرد ثبت شود. تست‌های دیگری نیز انجام می‌شود و اهمیت آنها به شرح زیر است:
- Amsler تست آمسلر - برای پیدا کردن scotomas در میدان بینایی فرد
- تست حساسیت رنگ: برای ارزیابی عملکرد عصب بینایی
- تست حساسیت کنتراست: برای ارزیابی عملکرد گیرنده‌های استوانه‌ای شبکیه
- بررسی میدان بینایی - برای یافتن میدان بینایی حساس فرد
- حدت بینایی نزدیک - برای ارزیابی توانایی خواندن در نزدیک